# Moseka (film)
Pour les articles homonymes, voir Moseka.
Pour plus de détails, voir Fiche technique et Distribution.
Moseka est un film documentaire kino-congolais de 1971.

## Synopsis
Moseka, jeune zaïroise, va étudier en Europe. Cheveux tressés et vêtue de pagnes, elle est la risée de celles qui s'efforcent de ressembler aux Européennes, avec leurs perruques et vêtements occidentaux. Le film traite de la dépersonnalisation des jeunes Africains au contact de la culture européenne. Dans ce sens, le film s'inscrit dans la politique de l'authenticité de Mobutu.

## Fiche technique
- Réalisation : Roger Kwami Mambu Zinga
- Production : Institut des Arts de Diffusion
- Scénario : Félix Blaise Malutuma
- Image : Sandro Usai
- Montage : Robert Couez
- Actrice principale: Cécile Mboyo Ekota Nsombe, dans le rôle de Moseka.